# Yngve Melander
Yngve Melander, född den 24 februari 1862 i Karlskrona, Blekinge län, död den 9 april 1939 i Lund, var en svensk folkhögskoleman. Han var bror till Emil Melander och far till Runa Melander.
Melander genomgick Alnarps lantbruksinstitut 1881–1884 och tjänstgjorde som lärare 1885–1887 vid Önnestads och 1888–1896 vid Hvilans folkhögskola. Åren 1896–1907 förestod han Bodens nyinrättade folkhögskola, som liksom de tidigare nämnda också var en lantmannaskola, och inlade därvid betydande förtjänster i arbetet för Norrbottensungdomens uppryckning. Åren 1907–1927 var han föreståndare för Önnestads folkhögskola, som under hans ledning intog en framskjuten plats. Inom folkhögskollärarnas sammanslutning var Melander en av de ledande krafterna.